# Millionenraub in San Francisco
Millionenraub in San Francisco (Originaltitel: Once a Thief) ist ein französisch-US-amerikanischer Krimi aus dem Jahr 1965 von Ralph Nelson mit Ann-Margret und Alain Delon in den Hauptrollen. Der Film basiert auf dem gleichnamigen Roman von Zekial Marko, der auch das Drehbuch schrieb. In die deutschen Kinos kam der Film am 27. Juli 1965.

## Handlung
Der Polizist Mike Vido wird zu einem Tatort in Chinatown, einem Stadtteil von San Francisco gerufen. Bei einem Raubüberfall wurde die Ladenbesitzerin erschossen. Anhand einer Zeugenbeschreibung und vorgefundener Spuren verdächtigt Vido den ehemaligen Strafgefangenen Eddie, welcher Vido seinerzeit angeschossen hat, der Tat. Vido lässt Eddie, der mit seiner Frau Kristine und seiner Tochter Kathy mittlerweile ein geregeltes Leben führt, verhaften. Nach der Gegenüberstellung mit dem Augenzeugen muss der Polizist den Verdächtigen jedoch wieder freilassen, allerdings verliert Eddie seinen Job als LKW-Fahrer und gerät damit in finanzielle Bedrängnis.
Eddie ahnt nicht, dass sein zwielichtiger Bruder Walter an dem Verbrechen beteiligt war. Zusammen mit seinen Komplizen Sargatanas und Schönstein plant dieser Eddies ehemaligen Arbeitgeber auszurauben. Dazu wird das Wissen seines Bruders benötigt. Um Kristine die Arbeit als Barfrau zu ersparen, willigt Eddie widerwillig ein, sich an dem Raub des Platinvorrates zu beteiligen. Der Raub gelingt und die Bande kann zunächst entkommen. Eddie und Walter verstecken die Beute wie verabredet in einem Lastwagen. Sargatanas und Schönstein wollen die beiden Brüder allerdings betrügen und das Platin für sich allein beanspruchen. Um Eddie zur Herausgabe der Beute zu zwingen, töten die Gangster Walter und entführen Kathy. Der besorgte Eddie informiert Inspektor Vido über die Entführung und erklärt sich bereit, im Gegenzug für die Rettung seiner Tochter ein Geständnis abzulegen.
Bei der vereinbarten Übergabe kommt es nach der Freilassung von Kathy zu einer Schießerei, in deren Verlauf Sargatanas Schönstein erschießt und Vido und Eddie verletzt werden. Nach einem Zweikampf mit Sargatanas kann Eddie den Gangster töten, wird aber von Vidos misstrauischem Partner erschossen.

## Rezeption
Der Filmdienst lobte die „differenzierte Konfliktstellung und Psychologie“, fand aber, dass diese die „Schwächen der Inszenierung“ nicht ausgleichen können.
Cinema zog das Fazit „Die Stars sind gefangen in Schwermut“.
Prisma lobte besonders die Filmmusik von besonderer Qualität.

## Auszeichnungen
Der Film erhielt 1965 beim Filmfestival in San Sebastian den Preis des Internationalen Katholischen Filmbüros (OCIC).

## Synchronisation
Die deutsche Synchronisation fand 1965 unter der Dialogregie von Ralph Nelson beim MGM Synchronisations-Atelier in Berlin statt.
| Darsteller       | Synchronsprecher | Rolle                |
| ---------------- | ---------------- | -------------------- |
| Alain Delon      | Klaus Kindler    | Eddie Pedak          |
| Tony Musante     | Wolfgang Draeger | Cleveland Schönstein |
| Robert Foulk     | Helmuth Grube    | George               |
| Steve Mitchell   | Christian Rode   | Inspektor Kane       |
| Van Heflin       | Arnold Marquis   | Inspektor Mike Vido  |
| Ann-Margret      | Marianne Lutz    | Kristine Pedak       |
| Jeff Corey       | Konrad Wagner    | Luke                 |
| Zekial Marko     | Holger Chevalier | Sargatanas           |
| Jack Palance     | Horst Niendorf   | Walter Pedak         |
| John Le Mesurier | Heinz Petruo     | Anthony Gamble       |